# Lavalade
Lavalade ist eine französische Gemeinde mit 105 Einwohnern (Stand 1. Januar 2022) im Département Dordogne in der Region Nouvelle-Aquitaine (vor 2016: Aquitanien). Die Gemeinde gehört zum Arrondissement Bergerac und zum Kanton Lalinde.
Der Name lautet in der okzitanischen Sprache La Valada, der sich vom lateinischen vallis (deutsch Tal) ableitet.
Die Einwohner werden Lavaladois und Lavaladoises genannt.

## Geographie
Lavalade liegt ca. 35 km südöstlich von Bergerac in der Region Bergeracois der historischen Provinz Périgord am südlichen Rand des Départements.
Umgeben wird Lavalade von den Nachbargemeinden:
| Lolme    |                                             |          |
| Rampieux | Kompassrose, die auf Nachbargemeinden zeigt | Marsalès |
|          | Saint-Cassien                               |          |

Lavalade liegt im Einzugsgebiet des Flusses Dordogne. Der Ruisseau du Fraisse, ein Nebenfluss der Véronne, entspringt auf dem Gebiet der Gemeinde.

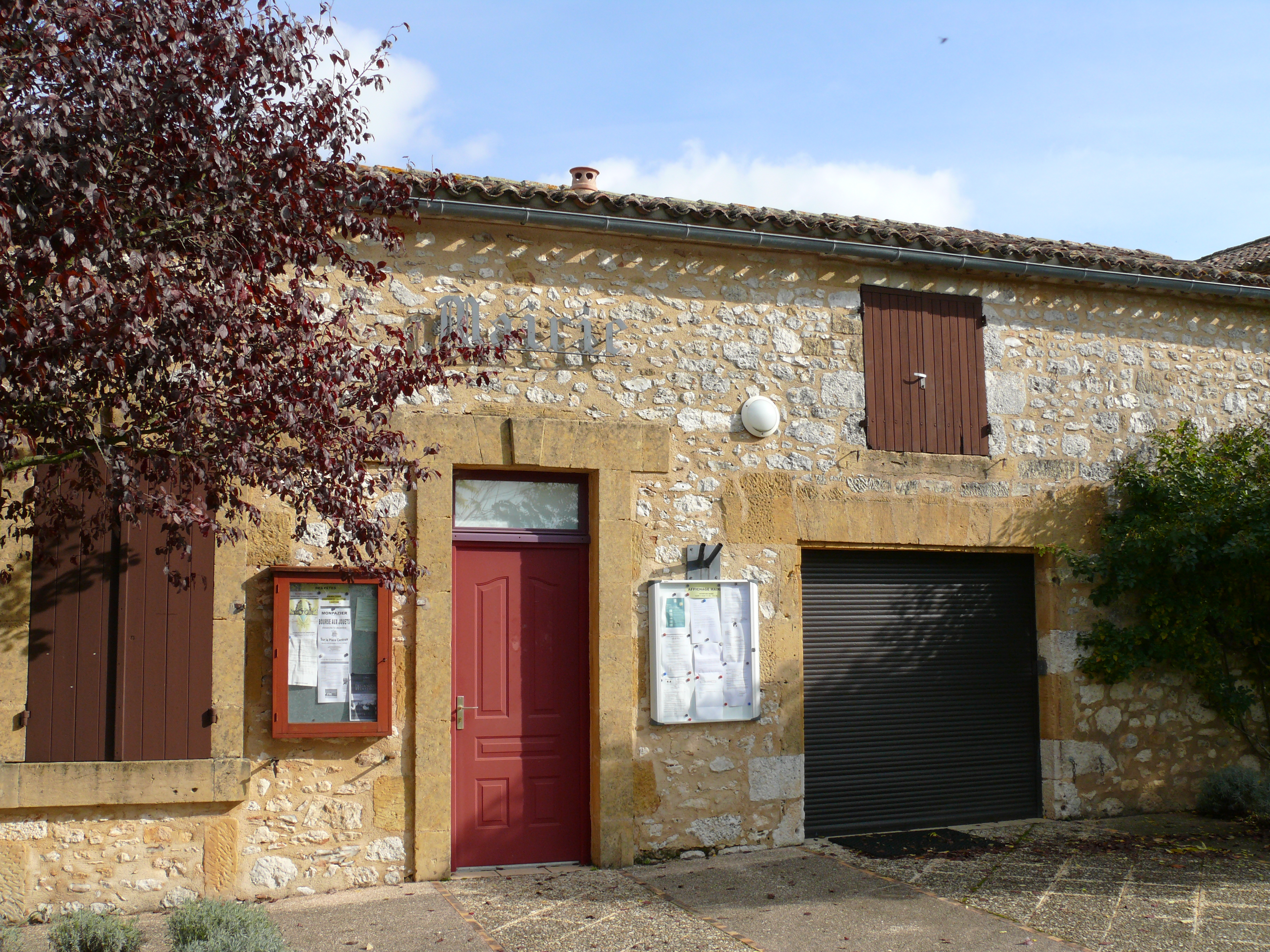
Rathaus

## Geschichte
Ein Cromlech aus der Jungsteinzeit, der sich im Weiler Peyrégude befindet, sowie eine Münze aus der Zeit des römischen Kaisers Mark Aurel (121–180), die in Lavalade gefunden wurde, belegen eine frühe Besiedelung des Landstrichs. Unweit des Zentrums der Gemeinde sind einige Materialien aus gallorömischer Zeit gefunden worden, Steine aus kleinem und mittlerem Mauerwerksverband, Fliesenelemente, Keramikfragmente und Dachziegel. Gemäß der Abkommen der Jahre 1285 und 1286 zwischen Aymeric de Montferrand-Biron und Messire Bertrand de Panissal, Seigneur von Monpazier, wurde das Dorf der Bastide von Monpazier angegliedert. Im Zentrum der Gemeinde sind Reste einer Burg aus dem 15. Jahrhundert zu erkennen, die von Seigneur de Gontaud-Biron errichtet wurde.

### Toponymie
Toponyme und Erwähnungen von Lavalade waren:
- Lavalada (1289, Archiv der Gironde),
- La Valade (1750, Karte von Cassini),
- Lavalade (1793, Notice Communale),
- La Valade (1801 und 1873, Bulletin des Lois bzw. Dictionnaire topographique du département de la Dordogne).[6][7][8]

### Einwohnerentwicklung
Nach Beginn der Aufzeichnungen stieg die Einwohnerzahl zu Beginn des 19. Jahrhunderts auf einen Höchststand von rund 320. In der Folgezeit sank die Größe der Gemeinde bei kurzen Erholungsphasen bis zu den 1980er Jahren auf 55 Einwohner, bevor eine moderate Wachstumsphase einsetzte, die in jüngster Zeit wieder stagniert.
| Jahr      | 1962 | 1968 | 1975 | 1982 | 1990 | 1999 | 2006 | 2010 | 2022 |
| --------- | ---- | ---- | ---- | ---- | ---- | ---- | ---- | ---- | ---- |
| Einwohner | 77   | 81   | 77   | 55   | 63   | 80   | 101  | 106  | 105  |

## Sehenswürdigkeiten

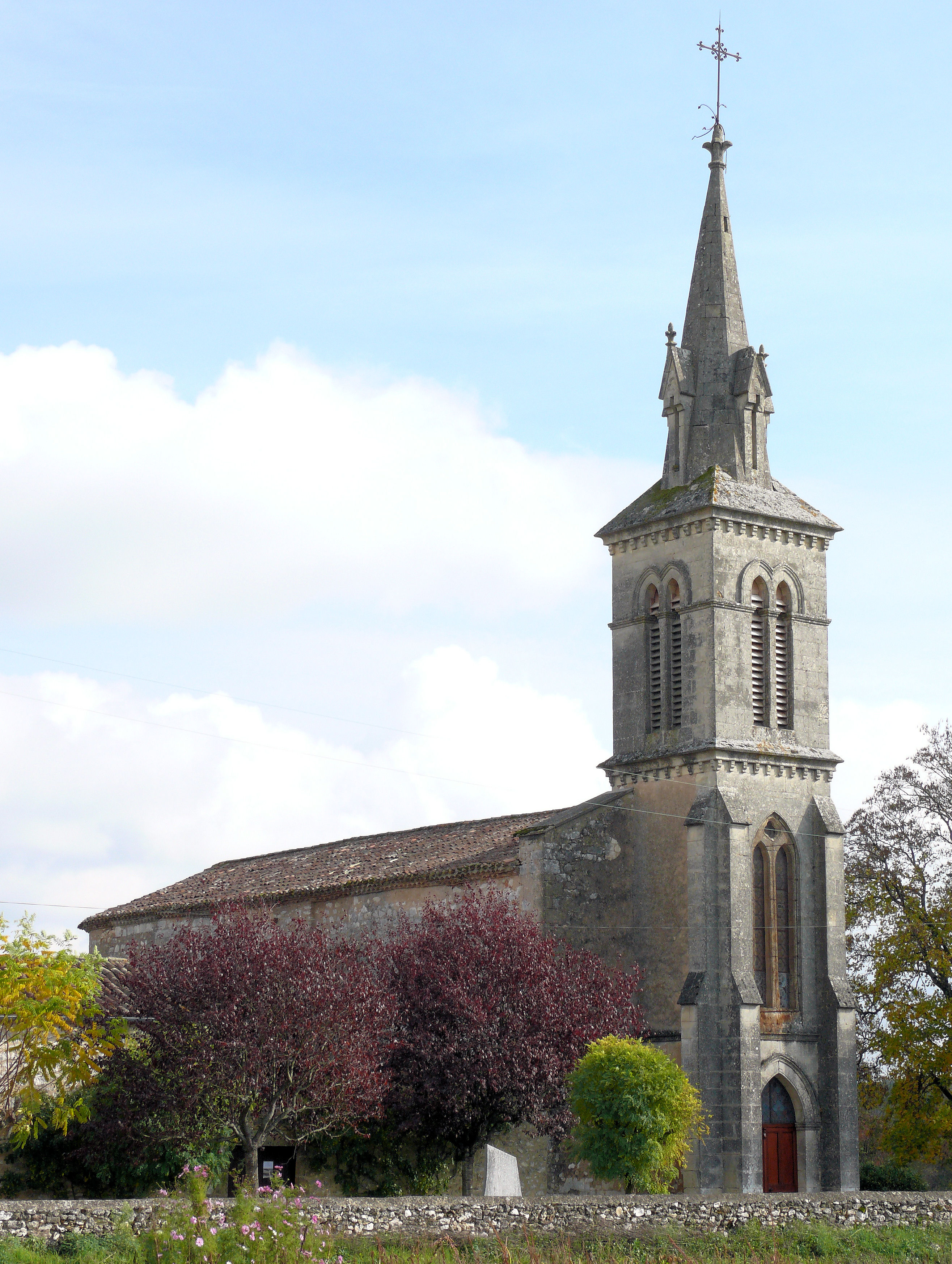
Pfarrkirche Saint-Martin

### PfarrkircheNotre-Dame-de-l’Assomption
Die Martin von Tours geweihte Kirche wurde im 12. Jahrhundert errichtet. Im Laufe der Jahrhunderte wurden zahlreiche Umarbeiten vorgenommen, insbesondere mit dem Anbau eines Glockenturms über der Vorhalle mit einem spitzbogenförmigen Eingangsportal im Jahre 1855. Die heutige halbrunde Apsis gehört nicht zum ursprünglichen romanischen Bau und ist auch erst später angebaut worden, ebenso wie die Wände des ersten Jochs, das wahrscheinlich auf alten Fundamenten errichtet wurde. Der Grundriss der heutigen Kirche besitzt die Form eines lateinischen Kreuzes, wobei die Querarme des Transepts durch zwei Seitenkapellen gebildet werden. Die Gurtbögen des zweiten, kürzeren Jochs ruhen hingegen auf Säulen mit bildhauerisch gearbeiteten Kapitellen und belegen, dass diese Elemente zum ersten Bau gehören. Die Kapitelle des ersten Bogens sind mit Blattornamentik verziert, die des zweiten Bogens hingegen sind mit Darstellungen verschönert. Auf der Nordseite wird bei diesen die Erbsünde illustriert. In der Mitte des Korbkapitells rankt sich die Schlange um den Baum der Erkenntnis, während Eva auf der linken Seite die Frucht pflückt und Adam auf der rechten Seite seine Nacktheit verbergen will, ein Symbol des Bewusstseins des folgenden Verstoßes gegen die göttlichen Regeln. Auf der anderen Seite der Säule ist ein Baum des Lebens zu sehen, der den Fortbestand trotz der Sünde und die Vorwegnahme der zukünftigen Erlösung symbolisiert. Ein Vogel auf der rechten Seite lässt wahrscheinlich den Geist im Menschen anklingen. Palmetten verzieren den Anfang eines Gesims und lassen vermuten, dass sie einst die Wände des früheren Langhauses schmückten. Das Kapitell der rechten Säule ist von zwei Löwen bedeckt, deren Körper sich oben zu einem Kopf mit einer Monsterfratze vereinigen.

### Cromlech
Es handelt sich um sehr dicken Kalksteinblock mit einer Höhe von 2,5 m und einem Umfang von 5 m am Boden. Kleinere Gesteinsblöcke umsäumen den aufgerichteten Stein. Einige Meter entfernt befinden sich zwei oder drei Arten von Steinreihen.

## Wirtschaft und Infrastruktur

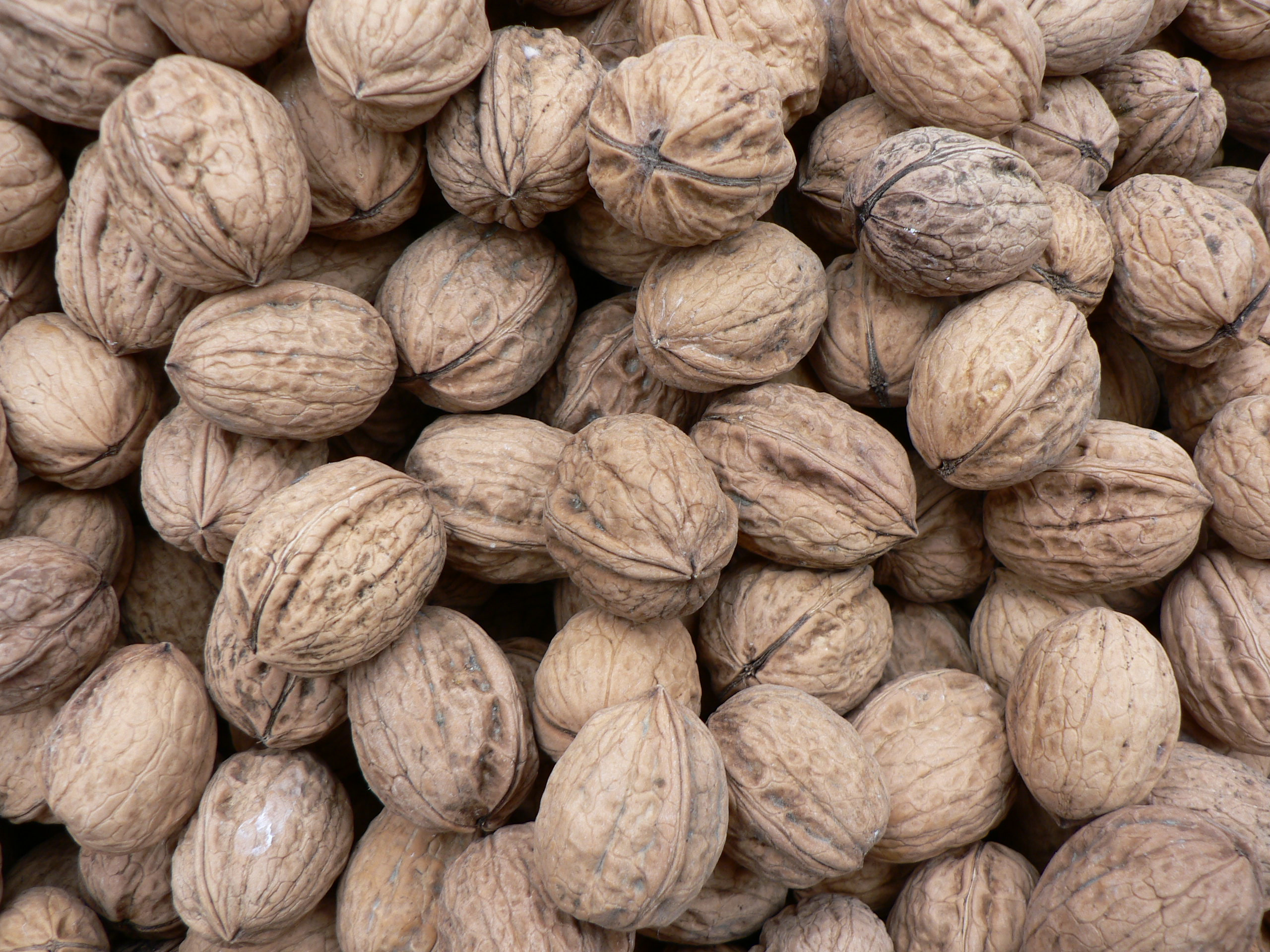
Walnüsse

Lavalade liegt in den Zonen AOC der Noix du Périgord, der Walnüsse des Périgord, und des Nussöls des Périgord.

### Sport und Freizeit
Der GR 36, ein Fernwanderweg von Ouistreham in der Normandie nach Bourg-Madame in den östlichen Pyrenäen, führt auch durch das Gebiet der Gemeinde.

### Verkehr
Die Route départementale 660, die ehemalige Route nationale 660, durchquert das Gebiet der Gemeinde von Nordwest nach Südost und verbindet Lavalade mit Bergerac im Nordwesten, Monpazier im Südosten und im weiteren Verlauf mit Cahors.